# ダグ・エムホフ
ダグ・エムホフ（英語: Doug Emhoff）、本名ダグラス・クレイグ・エムホフ（Douglas Craig Emhoff、1964年10月13日 - ）は、アメリカ合衆国の弁護士。アメリカ合衆国副大統領カマラ・ハリスの夫である。アメリカ史上初のセカンドジェントルマン、またユダヤ系として初めて副大統領の配偶者となった。

## 生い立ちと教育
エムホフはニューヨーク市ブルックリン区でユダヤ系の母バーバラ（旧姓カンツァー）と父マイケル・エムホフの間に生まれた。彼の先祖は1899年頃にポーランドのゴルリツェで迫害され、アメリカに移住した。兄弟のアンディ、姉妹のジェイミーがいる。1969年から1981年まではニュージャージー州、17歳からは家族でカリフォルニア州に移り住んだ。
この頃は経済的に恵まれず、マクドナルドでアルバイトをしており、月間最優秀従業員に選ばれたこともあった。
エムホフはアゴーラ高校を卒業後、カリフォルニア州立大学ノースリッジ校で学士、1990年に南カリフォルニア大学グールド法科大学院で法務博士号を取得した。

## キャリア
エムホフはエンターテインメント訴訟担当者であり、ピルズベリー・ウィンスロップの訴訟団でキャリアをスタートさせた。1990年代後半にベリン・ローリングス&バダルに移籍した。2000年にはベン・ウィットウェルと共に自分の会社を設立し、2006年にヴェナブルによって買収された。彼の顧客にはウォルマートやメルクが含まれていた。その後エムホフはヴェナブルの西海岸事務所のマネージング・ディレクターとなった。
エムホフは2017年にディーエルエイ・パイパーにパートナーとして加わり、ワシントンD.C.とカリフォルニア州の事務所で働き始めた。2020年アメリカ合衆国大統領選挙で妻のカマラ・ハリスがジョー・バイデンのランニングメイトとなることを発表すると、エムホフはディーエルエイ・パイパーを休職した。2020年11月10日、エムホフは妻の就任式を前にディーエルエイ・パイパーを退職することを発表した。
2020年代、ワシントンにあるホロコースト記念博物館の理事を務めていたが、2025年4月、ドナルド・トランプ大統領により解任された。

## 私生活
最初の妻であるカースティン・マッキンとの結婚生活は16年間続いた。2人は子供を2人もうけた。2014年8月22日にカリフォルニア州サンタバーバラでカマラ・ハリスと結婚し、彼女の妹のマヤ・ハリスが司式を務めた。エムホフの2人の子供は継母であるカマラを「モマラ」（"Momala"）と呼んでいる。2019年8月時点でのエムホフとハリスの純資産は580万ドルである。

## セカンドジェントルマン
カマラ・ハリスは2020年アメリカ合衆国大統領民主党予備選挙に立候補していたが、2019年12月に撤退した。2020年8月1日、ハリスが大統領選挙で民主党候補者のジョー・バイデンのランニングメイトとして発表された。これによりエムホフはジョン・ツァッカロとトッド・ペイリンに続いて史上3人目となる主要政党の副大統領候補者の男性の配偶者となった。ハリスが当選、就任するとエムホフは史上初のアメリカ合衆国セカンドジェントルマンとなった。また同時に史上初の副大統領のユダヤ人配偶者となる。
セカンドジェントルマンとして、エムホフは司法と法定代理権へのアクセス問題に取り組む予定である。